# Первомайське (Путивльський район)
Первома́йське, — колишнє село в Україні, у Шосткинському районі Сумської області. Підпорядковувалось Юр'ївській сільській раді.
Станом на 1967 року називалося селище Торфорозробки, по тому — Первомайське.
1988 року в селі проживало 10 людей.

## Географічне розташування
Первомайське розташовувалося за 2,5 км від села Юр'єве, навколо знаходиться багато іригаційних каналів.
2007 року рішенням Сумської обласної ради зняте з обліку.